# Oidium
(För sjukdomen Oidium i gurk, ärt och vinodlingar, se Erysiphe necator)
Oidium är ett släkte av svampar. Oidium ingår i familjen Erysiphaceae, ordningen mjöldagg, klassen Leotiomycetes, divisionen sporsäcksvampar och riket svampar.
Arter enligt Catalogue of Life:
- Oidium ericinum
- Oidium heveae
- Oidium mangiferae
- Oidium cyparissiae
- Oidium abelmoschi
- Oidium chrysanthemi
- Oidium chartarum
- Oidium anacardii
- Oidium abortifaciens
- Oidium concentricum
- Oidium hortensiae
- Oidium candicans
- Oidium lycopersici
- Oidium hardenbergiae
- Oidium helichrysi
- Oidium arachidis
- Oidium caricae-papayae
- Oidium sesami
- Oidium carpini
- Oidium pullorum
- Oidium lauracearum
- Oidium neolycopersici
- Oidium citri